# Campoplex lyratus
Campoplex lyratus là một loài tò vò trong họ Ichneumonidae.